# Plan général d'élargissement d'Amsterdam

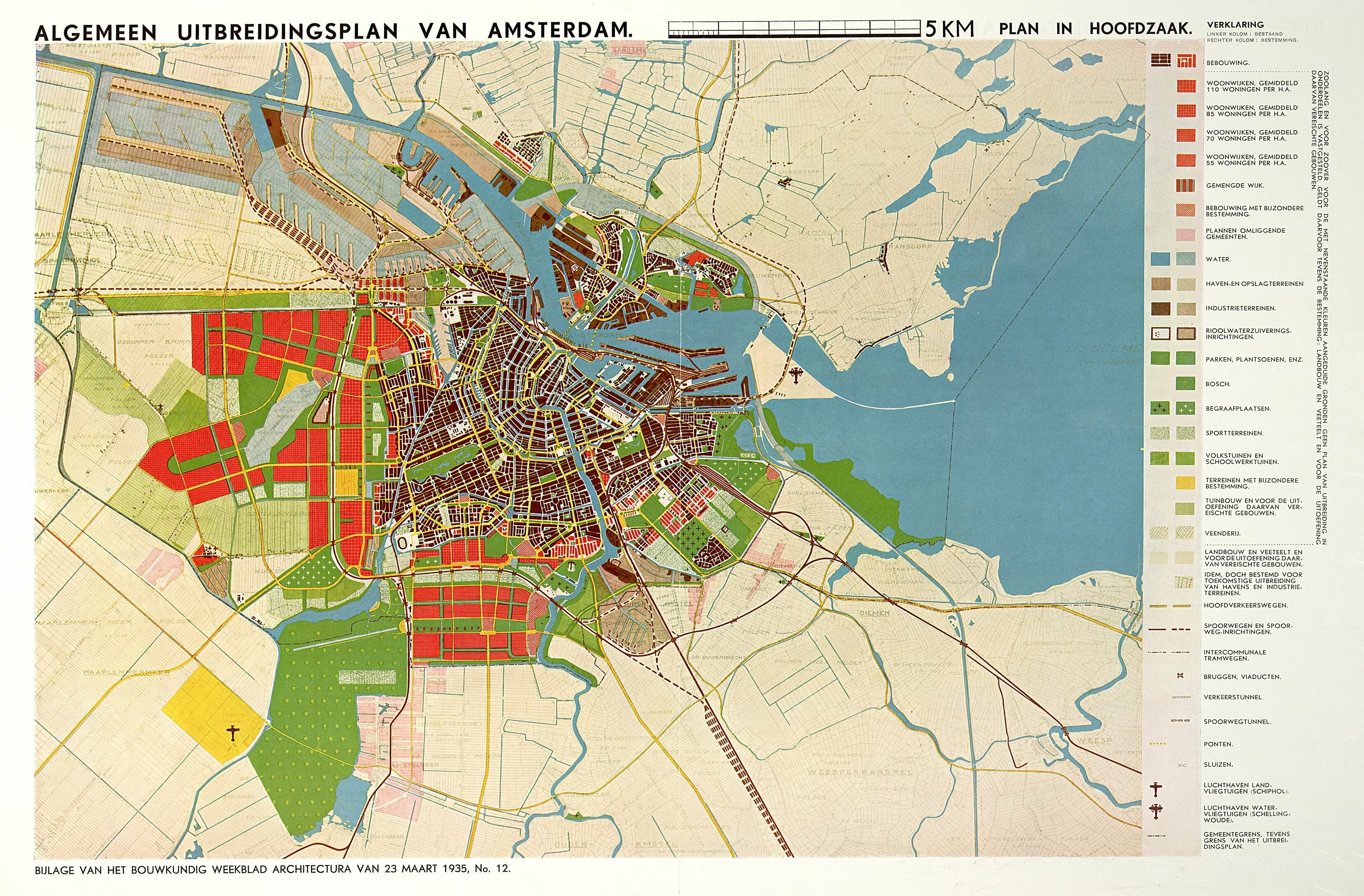
Plan du Algemeen Uitbreidingsplan tel qu'il fut approuvé par la municipalité en 1935. Les Westelijke Tuinsteden, en rouge, en constituent le principal chantier.

Le Plan général d'élargissement d'Amsterdam (Algemeen Uitbreidingsplan en néerlandais) désigne un plan d'urbanisme de la ville d'Amsterdam développé par l'architecte néerlandais Cornelis van Eesteren en 1934. Il fut approuvé par la municipalité en 1935 et entra en vigueur en 1939. Cependant, en raison des difficultés économiques et de l'éclatement de la Seconde Guerre mondiale, il ne fut finalement réalisé qu'au lendemain du conflit. La plupart des quartiers de l'actuel arrondissement de Nieuw-West, les Westelijke Tuinsteden, en sont directement issus.
Plusieurs autres plans d'agrandissement développés pendant l'entre-deux-guerres, comme ceux de Eindhoven (1930) ou Rotterdam (1928), furent développés sur le même modèle.

## Conception
À compter de la fin du XIXe siècle, la population d'Amsterdam connaît une très forte augmentation. Le logement devient alors une problématique majeure. Consécutivement à un précédent élargissement en 1896, la ville obtient en 1921 l'espace dont elle avait besoin pour construire des immeubles d'habitation et des zones d'activité en annexant plusieurs communes voisines. Sloten, Watergraafsmeer, une partie de Nieuwer-Amstel, les communes de Buiksloot, Nieuwendam, Ransdorp situées au nord, et une partie de Oostzaan sont ainsi rattachées à la municipalité d'Amsterdam, dont la taille est multipliée par quatre. En 1928, un service « Développement urbain » voit le jour au sein du département des Travaux Publics, avec pour objectif de concevoir et mettre en œuvre un plan d'élargissement. Le projet est alors confié à un trio composé de L.S.P. Scheffer (chef du département), Theo K. van Lohuizen (architecte urbaniste) en Cornelis van Eesteren (développeur urbain).
Les urbanistes distinguent quatre fonctions pour les nouveaux quartiers, avec pour objectif de consacrer des espaces propres à chacune d'elles : logements, emplois, loisirs et transport, dans la logique du projet développé par Werner Hegemann en 1910.  Les travaux concernent à la fois la ville existante, et des quartiers totalement nouveaux à l'ouest, le Westelijk Havengebied. De nouveaux espaces structurés autour des quatre axes sont ainsi envisagés à l'ouest et au sud de la ville existante. Des espaces de loisir, composés de parcs et d'espaces verts doivent voir le jour entre les zones résidentielles et les zones d'emploi. Au travers de ces aménagements, Van Eesteren adapte le projet développé par Martin Wagner en 1915.
La demande en logements, espaces verts et zones d'activité est appréhendée sur la base d'estimations de l'augmentation de la population.
Le plan introduit également une structuration des zones résidentielles en espaces en forme de doigt, dont les immeubles constituent l'extérieur, et au milieu desquels des espaces verts de grande taille sont conçus. Le parc du Amsterdamse Bos, le plus grand de la ville en est l'une des composantes.

## Mise en place
À l'origine, l'objectif du plan est principalement structurel : il vise à donner les grandes lignes de l'organisation de la nouvelle ville. Il n'est ainsi par exemple pas accordé d'importance particulière à l'aménagement des zones résidentielles. Cela se produit ultérieurement au travers de plusieurs plans partiels d'aménagement. L'objectif des urbanistes apparaît cependant rapidement clairement : « de la lumière, de l'air et de l'espace », principes fondateurs de l'Architecture moderne. Ce modèle constitue en partie une réponse aux quartiers surpeuplés de la ville existante. Par opposition avec l'aménagement de la ville traditionnelle, les immeubles ne constituent ainsi pas l'élément structurant, les espaces verts et les étendues d'eau leur étant préférés. Les immeubles sont développés de manière sobre, l'orientation du soleil servant de base à leur positionnement.
C'est dans cette logique que les quartiers résidentiels de l'est de la ville furent construits sur le modèle des cités-jardins au lendemain de la Seconde Guerre mondiale : de grandes bandes composées d'immeubles en longueur, séparés par des étendues de verdure et des terrains de sport. Les quartiers de Slotermeer (1951-1954), Geuzenveld (1953-1958), Slotervaart (1954-1960), Overtoomse Veld (1958-1963) en Osdorp (1956-1962) sont ainsi développés sur ce modèle.
Le quartier de Buitenveldert est aménagé au sud entre 1958 en 1966.